# Mercedes 15/70/100 PS
La Mercedes 15/70/100 PS, connue à partir de 1926 sous le nom de Mercedes-Benz 15/70/100 PS Type 400 ou Mercedes-Benz Type 400, est un véhicule de luxe de Daimler-Motoren-Gesellschaft (DMG). Après le départ de Paul Daimler, elle a été conçue par son successeur au poste de designer en chef, Ferdinand Porsche. En même temps que ce modèle, la Mercedes 24/100/140 PS six cylindres légèrement plus grande, qui ne différait que par son moteur et son empattement, a été créée. 1 943 véhicules de ce type ont été fabriqués au cours de la période de production de 1924 à 1929.

## Mercedes 15/70/100 PS (1924-1926)
La voiture était disponible d'usine sous forme de châssis, de voiture de tourisme à six places, de limousine Pullman à six places, de berline coupé à six places, de cabriolet Pullman à six places, de landaulet et de cabriolet D (quatre portes).
Son moteur six cylindres en ligne OHC avec arbre à cames en tête et arbre vertical a une cylindrée de 3 920 cm³ et délivre 51 kW (70 ch) en mode aspiration ou 74 kW (100 ch) avec le compresseur Roots commutable.
Une boîte de vitesses à quatre rapports entraîne les roues arrière, qui sont fixées à un essieu rigide et suspendues à des ressorts à lames semi-elliptiques. L'essieu avant est également rigide et suspendu à des ressorts à lames semi-elliptiques. La voiture a des freins à câble pour les quatre roues.
Selon le rapport d'essieu arrière, la voiture atteint une vitesse de pointe de 105 ou 112 km/h.

## Mercedes-Benz Type 400 (1926-1929)
Après 1926, la Daimler-Motoren-Gesellschaft et la Benz & Cie. ont été fusionnée en Daimler-Benz AG, la Mercedes 15/70/100 PS, qui a été fabriquée sans changement, a été rebaptisée Mercedes-Benz Type 400.
La suspension de l'essieu arrière est passée de ressorts à lames semi-elliptiques à des ressorts suspendus en 1927. À partir de 1928, les freins à câbles reçoivent un apport d'air aspiré pour augmenter la puissance de freinage.
En 1929, le modèle a été remplacé par la Type Nürburg 460.

## Durée et chiffres de vente
|                         | Mercedes 15/70/100 PS | Mercedes-Benz 15/70/100 PS Type 400 |
| ----------------------- | --------------------- | ----------------------------------- |
| Période de construction | 1924–1926             | 1926–1929                           |
| Nombre d'unités         | 1002                  | 911                                 |

## Chiffres de production 400 (15/70/100)
| Année           | 1924 | 1925 | 1926 | 1927 | 1928 | 1929 | total |
| --------------- | ---- | ---- | ---- | ---- | ---- | ---- | ----- |
| 400 - 15/70/100 | 114  | 918  | 367  | 305  | 234  | 5    | 1943  |